# المجزاع الشرقي (المضاربة والعارة)

تعديل مصدري - تعديل

المجزاع الشرقي هي إحدى قرى عزلة المضاربة بمديرية المضاربة والعارة التابعة لمحافظة لحج، بلغ تعداد سكانها 443 نسمة حسب تعداد اليمن لعام 2004.